# Kian
För andra betydelser, se Kian (olika betydelser).
Kian (persiska: کیان Kiān) är ett gammalt persiskt mansnamn som både har betydelsen "kunglig" och "källa".
Det irländska namnet Kian betyder "gammal" eller "fjärran".
Namnet förekommer även i en kvinnlig form och stavas/uttalas då Kiana.
I det iranska nationaleposet Shahnameh (Kungaboken) förekommer namnet som både en kungatitel och namn på en dynasti.

## Kända personer som heter Kian
- Kian Egan, musiker i det irländska pojkbandet Westlife